# サラ・スミス
サラ・スミス（1970年 - ）は、アメリカ合衆国の純潔運動家。
自身は、母ベティが中絶を行った際に医師が双子であることに気付かず、奇跡的に生き残ったという衝撃的なバックグラウンドを持つ。
そのため先天性股関節脱臼などの障害を持って生まれたが、現在二人は手を取り合い純潔運動家・プロライフ運動家として各地を飛び回る日々が続いている。